# ایلدیکو رایموندی
ایلدیکو رایموندی (انگلیسی: Ildikó Raimondi; ۱۱ نوامبر ۱۹۶۲ – ) خواننده، خواننده اپرا، و آموزگار اهل اتریش بود.
همچنین برندهٔ جوایزی همچون نشان اتریش برای علم و هنر شده‌است.